# Oscarverleihung 1940
Übersicht aller ausgezeichneten Filme

◄◄ | ◄ | 1936 | 1937 | 1938 | 1939 | Oscarverleihung 1940 | 1941 | 1942 | 1943 | 1944 | ► | ►►

Weitere Ereignisse
Die Oscarverleihung 1940 fand am 29. Februar 1940 im Ambassador Hotel in Los Angeles statt. Es waren die 12th Annual Academy Awards. Im Jahr der Auszeichnung werden immer Filme des vergangenen Jahres ausgezeichnet, in diesem Fall also die Filme des Jahres 1939.
Mit 13 Nominierungen und acht Prämierungen (sowie zwei Ehren-Oscars) erhielt der Film Vom Winde verweht die meisten Auszeichnungen. Regisseur Victor Fleming, der als Bester Regisseur gefeiert wurde, blieb aus ungeklärten Gründen der Verleihung fern. Hattie McDaniel als Beste Nebendarstellerin war die erste afroamerikanische Oscarpreisträgerin, während Drehbuchautor Sidney Howard der erste posthume Oscar-Preisträger war.
Ein Ehren-Oscar für hervorragende Leistungen im Gebrauch von Farbeffekten in Vom Winde verweht ging an William Cameron Menzies. Der Film wurde außerdem mit dem Ehren-Oscar für Technische Verdienste ausgezeichnet.

## Moderation
Bob Hope führte zum ersten Mal als Moderator durch die Oscarverleihung. 

## Nominierungen und Gewinner
| Film                           | N  | A |
| ------------------------------ | -- | - |
| Vom Winde verweht              | 13 | 8 |
| Mr. Smith geht nach Washington | 11 | 1 |
| Sturmhöhe                      | 8  | 1 |
| Auf Wiedersehen, Mr. Chips     | 7  | 1 |
| Ringo                          | 7  | 2 |
| Nacht über Indien              | 6  | 1 |
| Ruhelose Liebe                 | 6  | 0 |
| Der Zauberer von Oz            | 6  | 2 |
| Günstling einer Königin        | 5  | 0 |
| Ninotschka                     | 4  | 0 |
| Von Mäusen und Menschen        | 4  | 0 |
| Dreivierteltakt am Broadway    | 3  | 0 |
| First Love                     | 3  | 0 |
| Opfer einer großen Liebe       | 3  | 0 |
| Rache für Alamo                | 3  | 0 |
| Drei Fremdenlegionäre          | 2  | 0 |
| Der Glöckner von Notre Dame    | 2  | 0 |
| Gullivers Reisen               | 2  | 0 |
| Intermezzo                     | 2  | 0 |
| Juarez                         | 2  | 0 |
| Musik ist unsere Welt          | 2  | 0 |
| S.O.S. Feuer an Bord           | 2  | 0 |
| Trommeln am Mohawk             | 2  | 0 |

### Bester Film
präsentiert von Y. Frank Freeman
Vom Winde verweht (Gone with the Wind) – Victor Fleming
Auf Wiedersehen, Mr. Chips (Goodbye, Mr. Chips) – Victor Saville
Der Zauberer von Oz (The Wizard of Oz) – Mervyn LeRoy
Mr. Smith geht nach Washington (Mr. Smith Goes to Washington) – Frank Capra
Ninotschka (Ninotchka) – Sidney Franklin
Opfer einer großen Liebe (Dark Victory) – David Lewis
Ringo (Stagecoach) – Walter Wanger
Ruhelose Liebe (Love Affair) – Leo McCarey
Sturmhöhe (Wuthering Heights) – Samuel Goldwyn
Von Mäusen und Menschen (Of Mice and Men) – Lewis Milestone

### Beste Regie
präsentiert von Mervyn LeRoy
Victor Fleming – Vom Winde verweht (Gone with the Wind)
Frank Capra – Mr. Smith geht nach Washington (Mr. Smith Goes to Washington)
John Ford – Ringo (Stagecoach)
Sam Wood – Auf Wiedersehen, Mr. Chips (Goodbye, Mr. Chips)
William Wyler – Sturmhöhe (Wuthering Heights)

### Bester Hauptdarsteller
präsentiert von Spencer Tracy
Robert Donat – Auf Wiedersehen, Mr. Chips (Goodbye, Mr. Chips)
Clark Gable – Vom Winde verweht (Gone with the Wind)
Laurence Olivier – Sturmhöhe (Wuthering Heights)
Mickey Rooney – Musik ist unsere Welt (Babes in Arms)
James Stewart – Mr. Smith geht nach Washington (Mr. Smith Goes to Washington)

### Beste Hauptdarstellerin
präsentiert von Spencer Tracy
Vivien Leigh – Vom Winde verweht (Gone with the Wind)
Bette Davis – Opfer einer großen Liebe (Dark Victory)
Irene Dunne – Ruhelose Liebe (Love Affair)
Greta Garbo – Ninotschka (Ninotchka)
Greer Garson – Auf Wiedersehen, Mr. Chips (Goodbye, Mr. Chips)

### Bester Nebendarsteller
präsentiert von Fay Bainter
Thomas Mitchell – Ringo (Stagecoach)
Brian Aherne – Juarez
Harry Carey senior – Mr. Smith geht nach Washington (Mr. Smith Goes to Washington)
Brian Donlevy – Drei Fremdenlegionäre (Beau Geste)
Claude Rains – Mr. Smith geht nach Washington (Mr. Smith Goes to Washington)

### Beste Nebendarstellerin
präsentiert von Fay Bainter
Hattie McDaniel – Vom Winde verweht (Gone with the Wind) 
Olivia de Havilland – Vom Winde verweht (Gone with the Wind)
Geraldine Fitzgerald – Sturmhöhe (Wuthering Heights)
Edna May Oliver – Trommeln am Mohawk (Drums Along the Mohawk)
Maria Ouspenskaya – Ruhelose Liebe (Love Affair)

### Bestes adaptiertes Drehbuch
präsentiert von Fay Bainter
Sidney Howard – Vom Winde verweht (Gone with the Wind)
Charles Brackett, Walter Reisch, Billy Wilder – Ninotschka (Ninotchka)
Sidney Buchman – Mr. Smith geht nach Washington (Mr. Smith Goes to Washington)
Ben Hecht, Charles MacArthur – Sturmhöhe (Wuthering Heights)
Eric Maschwitz, R. C. Sherriff, Claudine West – Auf Wiedersehen, Mr. Chips (Goodbye, Mr. Chips)

### Beste Originalgeschichte
präsentiert von Sinclair Lewis
Lewis R. Foster – Mr. Smith geht nach Washington (Mr. Smith Goes to Washington)
Mildred Cram, Leo McCarey – Ruhelose Liebe (Love Affair)
Felix Jackson – Die Findelmutter (Bachelor Mother)
Menyhért Lengyel – Ninotschka (Ninotchka)
Lamar Trotti – Der junge Mr. Lincoln (Young Mr. Lincoln)

### Beste Kamera (Farbe)
präsentiert von Darryl F. Zanuck
Ernest Haller, Ray Rennahan – Vom Winde verweht (Gone with the Wind)
Osmond Borradaile, Georges Périnal – Vier Federn (The Four Feathers)
Bert Glennon, Ray Rennahan – Trommeln am Mohawk (Drums Along the Mohawk)
Sol Polito, W. Howard Greene – Günstling einer Königin (The Private Lives of Elizabeth and Essex)
Harold Rosson – Der Zauberer von Oz (The Wizard of Oz)
William V. Skall – The Mikado

### Beste Kamera (S/W)
präsentiert von Darryl F. Zanuck
Gregg Toland – Sturmhöhe (Wuthering Heights)
Joseph H. August – Aufstand in Sidi Hakim (Gunga Din)
Norbert Brodine – Lady of the Tropics
Tony Gaudio – Juarez
Bert Glennon – Ringo (Stagecoach)
Arthur C. Miller – Nacht über Indien (The Rains Came)
Victor Milner – Dreivierteltakt am Broadway (The Great Victor Herbert)
Gregg Toland – Intermezzo (Intermezzo: A Love Story)
Joseph A. Valentine – First Love
Joseph Walker – S.O.S. Feuer an Bord (Only Angels Have Wings)

### Bestes Szenenbild
präsentiert von Darryl F. Zanuck
Lyle R. Wheeler – Vom Winde verweht (Gone with the Wind)
Lionel Banks – Mr. Smith geht nach Washington (Mr. Smith Goes to Washington)
James Basevi – Sturmhöhe (Wuthering Heights)
William S. Darling, George Dudley – Nacht über Indien (The Rains Come)
Hans Dreier, Robert Odell – Drei Fremdenlegionäre (Beau Geste)
Cedric Gibbons, William A. Horning – Der Zauberer von Oz (The Wizard of Oz)
Anton Grot – Günstling einer Königin (The Privates Lives of Elizabeth and Essex)
Charles D. Hall – Kettensträfling in Australien (Captain Fury)
Alfred Herman, Van Nest Polglase – Ruhelose Liebe (Love Affair)
John Victor Mackay – Rache für Alamo (Man of Conquest)
Jack Otterson, Martin Obzina – First Love
Alexander Toluboff – Ringo (Stagecoach)

### Beste Originalfilmmusik
präsentiert von Gene Buck
Herbert Stothart – Der Zauberer von Oz (The Wizard of Oz)
Anthony Collins – Nurse Edith Cavell
Aaron Copland – Von Mäusen und Menschen (Of Mice and Men)
Lud Gluskin, Lucien Moraweck – Der Mann mit der eisernen Maske (The Man in the Iron Mask)
Werner Janssen – Zauberer der Liebe (Eternally Yours)
Alfred Newman – Nacht über Indien (The Rains Come)
Alfred Newman – Sturmhöhe (Wuthering Heights)
Max Steiner – Opfer einer großen Liebe (Dark Victory)
Max Steiner – Vom Winde verweht (Gone with the Wind)
Victor Young – Golden Boy
Victor Young – Gullivers Reisen (Gulliver’s Travels)
Victor Young – Rache für Alamo (Man of Conquest)

### Beste Filmmusik
präsentiert von Gene Buck
Richard Hagemann, William Franke Harling, John Leipold, Leo Shuken – Ringo (Stagecoach)
Phil Boutelje, Arthur Lange – Dreivierteltakt am Broadway (The Great Victor Herbert)
Aaron Copland – Von Mäusen und Menschen (Of Mice and Men)
Roger Edens, George Stoll – Musik ist unsere Welt (Babes in Arms)
Cy Feuer – She Married a Cop
Louis Forbes – Intermezzo
Erich Wolfgang Korngold – Günstling einer Königin (The Private Lives of Elizabeth and Essex)
Alfred Newman – Der Glöckner von Notre Dame (The Hunchback of Notre Dame)
Alfred Newman – Musik fürs Leben (They Shall Have Music)
Charles Previn – First Love
Louis Silvers – Swanee River
Dimitri Tiomkin – Mr. Smith geht nach Washington (Mr. Smith Goes to Washington)
Victor Young – Way Down South

### Bester Song
präsentiert von Gene Buck
„Over the Rainbow“ aus Der Zauberer von Oz (The Wizard of Oz) – Harold Arlen, E. Y. Harburg
„Faithful Forever“ aus Gullivers Reisen (Gullivers Travels) – Ralph Rainger, Leo Robin
„I Poured My Heart Into a Song“ aus Second Fiddle – Irving Berlin
„Wishing (Will Make It So)“ aus Ruhelose Liebe (Love Affair) – Buddy DeSylva

### Bester Schnitt
präsentiert von Darryl F. Zanuck
Hal C. Kern, James E. Newcom – Vom Winde verweht (Gone with the Wind)
Al Clark, Gene Havlick – Mr. Smith geht nach Washington (Mr. Smith Goes to Washington)
Charles Frend – Auf Wiedersehen, Mr. Chips (Goodbye, Mr. Chips)
Otho Lovering, Dorothy Spencer – Ringo (Stagecoach)
Barbara McLean – Nacht über Indien (The Rains Come)

### Bester Ton
präsentiert von Darryl F. Zanuck
Bernard B. Brown – When Tomorrow Comes
John Aalberg – Der Glöckner von Notre Dame (The Hunchback of Notre Dame)
Edmund H. Hansen – Nacht über Indien (The Rains Come)
Nathan Levinson – Günstling einer Königin (The Private Lives of Elizabeth and Essex)
John P. Livadary – Mr. Smith geht nach Washington (Mr. Smith Goes to Washington)
Charles L. Lootens – Rache für Alamo (Man of Conquest)
Thomas T. Moulton – Vom Winde verweht (Gone with the Wind)
Elmer Raguse – Von Mäusen und Menschen (Of Mice and Men)
Loren L. Ryder – Dreivierteltakt am Broadway (The Great Victor Herbert)
Douglas Shearer – Balalaika
A. W. Watkins – Auf Wiedersehen, Mr. Chips (Goodbye, Mr. Chips)

### Beste visuelle Effekte
präsentiert von Darryl F. Zanuck
Edmund H. Hansen, Fred Sersen – Nacht über Indien (The Rains Came)
Fred Albin, Jack Cosgrove, Arthur Johns – Vom Winde verweht (Gone with the Wind)
Roy Davidson, Edwin C. Hahn – S.O.S. Feuer an Bord (Only Angels Have Wings)
Farciot Edouart, Gordon Jennings, Loren L. Ryder – Union Pacific
A. Arnold Gillespie, Douglas Shearer – Der Zauberer von Oz (The Wizard of Oz)
Byron Haskin, Nathan Levinson – Günstling einer Königin (The Private Lives of Elizabeth and Essex)
Roy Seawright – Topper geht auf Reisen (Topper Takes a Trip)

### Bester Kurzfilm (1 Filmrolle)
präsentiert von Bob Hope
Busy Little Bears – Paramount
Information Please: Series 1, No. 1 – RKO Radio
Prophet Without Honor – MGM
Sword Fishing – Warner Bros.

### Bester Kurzfilm (2 Filmrollen)
präsentiert von Bob Hope
Sons of Liberty – Warner Bros.
Drunk Driving – MGM
Five Times Five – RKO Radio

### Bester Kurzfilm (Cartoon)
präsentiert von Bob Hope
Das hässliche Entlein (The Ugly Duckling) – Walt Disney
Blitzschnell durch Amerika (Detouring America) –  Warner Bros.
Friede auf Erden (Peace on Earth) – Hugh Harman
Pluto der Jagdhund (The Pointer) – Clyde Geronimi

## Ehren-Oscars

### Juvenile Award
Judy Garland

### Ehrenoscar
William Cameron Menzies – Vom Winde verweht (Gone with the Wind)
Jean Hersholt, Ralph Morgan, Ralph Block, Conrad Nagel – Motion Picture Relief Fund
Douglas Fairbanks

### Irving G. Thalberg Memorial Award
David O. Selznick

### Technical Achievement Award
R. D. Musgrave (Selznick International Pictures Inc.) – Vom Winde verweht (Gone with the Wind)
F. R. Abbott, Haller Belt, Alan Cook (Bausch & Lomb Optical Co.)
George H. Anderson
John Arnold
Farciot Edouart, Joseph E. Robbins, William Rudolph (Paramount Pictures, Inc.)
Charles Handley, David Joy (National Carbon Co.)
Winton C. Hoch (Technicolor Motion Picture Corp.)
Emery Huse, Ralph B. Atkinson
Thomas T. Moulton, Fred Albin (Sound Dept. of the Samuel Goldwyn Studio)
Harold Nye
A. J. Tondreau